# Operazione Spy Sitter
Operazione Spy Sitter (The Spy Next Door) è un film del 2010 diretto da Brian Levant, con Jackie Chan, Amber Valletta, Madeline Carroll, Will Shadley.

## Trama
Bob Ho è una spia della CIA che ha deciso di ritirarsi. È vicino di casa e innamorato di Gillian la quale ha tre figli e ritiene che lui sia un venditore di penne. Un giorno la giovane donna deve partire per assistere il padre ammalato e affida la sua prole a Bob: Ian, che è vittima di bullismo, la piccola Nora di quattro anni, e infine la più grande, Farren, la quale non è propriamente la figlia di Gillian, ma del suo ex che l'ha abbandonata lasciandola alle cure della donna. I tre non lo sopportano e fanno di tutto perché non si occupi di loro. Ma Ian, convinto di scaricare la registrazione di un concerto, si appropria invece di un piano finalizzato a rendere inutilizzabile il petrolio di tutto il mondo tranne quello russo. I proprietari, capitanati dal criminale Anton Poldrak, vogliono tornarne in possesso e sono ormai sulle tracce di Bob che ritengono si sia impadronito della formula.
Bob cerca di proteggere i ragazzi dagli uomini di Poldrak, facendosi aiutare da alcuni suoi amici della CIA, Glaze e Colton, inoltre il suo rapporto con i ragazzi migliora, imparando a conoscerli meglio, specialmente Farren. Bob giunge alla conclusione che un agente della CIA si è fatto corrompere da Poldrak, e i suoi sospetti ricadono su Colton.
Gillian ritorna, le cose tra lei e Bob si fanno tese dopo aver scoperto che i suoi figli hanno rischiato la vita e che Bob è un ex spia. Alla fine viene rivelato che non era Colton a fare il doppio gioco, ma Glaze, che si è fatto corrompere da Poldrak ed è un traditore. Nonostante le difficoltà Bob riesce ad avere la meglio su Poldrak e Glaze, infine arriva Colton insieme a una squadra di agenti della CIA, e li fa arrestare entrambi, Bob si scusa con l'amico per non avergli dato fiducia, Colton lo perdona.
Alla fine Bob e Gilliam si riappacificano e, capendo di amarsi, decidono di vivere insieme come una vera famiglia insieme ai loro tre ragazzi.

## Curiosità
- La sigla iniziale del film è costituita da spezzoni di precedenti film d'azione interpretati tutti da Jackie Chan ma che non sono prequel di questo.
- Alla fine vi sono rapide sequenze di film che mostrano errori, prove e scene nella realizzazione del film stesso.

## Distribuzione
L'uscita nelle sale americane è avvenuta il 15 gennaio, 2010, mentre la versione DVD il 18 maggio dello stesso anno.

## Accoglienza

### Incassi
Con un budget di 28 milioni di dollari, il film ha incassato 24307086 $ in Nord America e 38267155 $ nel resto del mondo, per un totale di 62574241 $.

### Critica
Su Rotten Tomatoes solo il 12% delle recensioni è positivo, su Metacritic il voto medio è di 27/100.